# ألبرت شيلينغ
ألبرت شيلينغ (و. 1904 – 1987 م) هو نحات سويسري، ولد في زيورخ، توفي عن عمر يناهز 83 عاماً.